# Witold Gorczyński
Witold Stanisław Ostoja-Gorczyński (ur. 1878 w maj. Bieniewo, zm. 27 sierpnia 1929) – podpułkownik, organizator Legionów Polskich w służbie rosyjskiej, pierwszy dowódca Legionu Puławskiego.

## Życiorys
Urodził się w 1878 w majątku Bieniewo, w ówczesnym powiecie błońskim guberni warszawskiej. Był właścicielem majątku Auksztelki w powiecie szawelskim. Przeprowadzał częste wypady do zaboru austriackiego, gdzie nawiązał kontakty z działaczami konspiracji niepodległościowej. Należał do Sokoła.
Po wybuchu I wojny światowej wystąpił z projektem utworzenia ochotniczych formacji polskich przy boku Armii Rosyjskiej. 1 grudnia 1914 mianowany naczelnikiem Legionów Ochotniczych Polskich. Po fiasku tego przedsięwzięcia wszedł w 1915  do siedmioosobowego Komitetu Organizacyjnego polskich batalionów pospolitego ruszenia u boku wojsk rosyjskich. Z komitetu odszedł na tle konfliktu osobistego, urażony odsunięciem od dowodzenia 739 Nowoaleksandryjskiej drużyny (dawny 1. Legion Puławski).
Był pracownikiem kontrwywiadu rosyjskiego, brał udział w tworzeniu oddziałów łotewskich, doradcą w sprawach polskich. Po rewolucji październikowej przeniósł się na stałe do Polski. W czasie wojny polsko-bolszewickiej walczył na czele stworzonego przez siebie oddziału pod Włocławkiem.
W 1923 brał udział w tworzeniu tajnej prawicowej organizacji spiskowej, typu faszystowskiego Pogotowie Patriotów Polskich. W końcu organizacja ta przygotowała plan opanowania Warszawy drogą zbrojnego zamachu. W nocy z 11 na 12 stycznia 1924 został aresztowany.
Zmarł 27 sierpnia 1929, „po długich i ciężkich cierpieniach”. Dwa dni później został pochowany w grobie rodzinnym na Cmentarzu Powązkowskim w Warszawie. Był żonaty, miał brata i siostrę.